# Etna-expeditie
De Etna-expeditie (1858) was een politiek georiënteerde verkenning van de vrijwel onbekende zuid- en noordkust van Nederlands-Nieuw-Guinea die tevens kan worden beschouwd als de tweede Nederlandse wetenschappelijke expeditie sinds een vergelijkbare onderneming in 1828 naar het eiland.

## Doel
De expeditie vertrok op gezag van gouverneur-generaal van Nederlands-Indië Charles Ferdinand Pahud met de opdracht wetenschappelijk en deskundig onderzoek te doen naar de meest geschikte punten voor de vestiging van het Nederlandse gezag aan de kusten van Nieuw-Guinea. De plaatsen die daarvoor in aanmerking zouden komen moesten het opgeheven Fort Du Bus vervangen, de eerste Nederlandse versterking aan de Tritonbaai die in 1828 was opgericht, maar die door ziekten en voortdurende vijandelijke aanvallen al in 1836 werd opgeheven.

## Deelnemers
De expeditie, genoemd naar de stoomraderboot Etna waarmee men vanuit Ambon vertrok, telde vijf onderzoekers onder de 128 bemanningsleden: H.D.A.G. van der Goes, de resident van Banda die de algehele leiding had; kapitein-luitenant ter zee Georg Roijer, de gezagvoerder van het expeditieschip; H.J.H. Croockewit, een wis- en natuurkundige en de adjudant-onderofficier baron Hermann von Rosenberg die meeging als tekenaar. Lid van de commissie was ook Prins Amir van Tidore vanwege zijn bekendheid met Nieuw-Guinea. F.G. Beckman, een kapitein der infanterie die ook aan het onderzoek deelnam, voerde tevens het bevel over een volgschip van de Etna, een afgedankte oude bark zonder masten die als verblijf- en slaapplaats diende voor het detachement Indische militairen en een flink aantal koelies dat met de expeditie meeging.

## Verloop van de expeditie
De expeditie verkende eerst de westelijke zuidkust en gaf de Etnabaai zijn naam. Daarop keerde men terug en voer rond de Vogelkop naar de Dorehbaai, een noordwestelijke inham van de Geelvinkbaai in buurt waarvan nu Manokwari ligt. Daar ging men van 15 mei tot 17 juni 1858 min of meer noodgedwongen voor anker, wachtend op een bunkerschip met kolen dat de Etna onderweg moest bevoorraden. Er werd een bezoek gebracht aan de twee allereerste protestante zendelingen in Nieuw-Guinea, de Duitsers Carl Ottow en Johann Geissler, die op het kleine eiland Mansinam hun post hadden gesticht en zich daar onder barre omstandigheden staande trachtten te houden. Het toeval wilde dat juist ook de later wereldvermaarde Britse natuuronderzoeker Alfred Russel Wallace te gast was bij de beide zendelingen. Later zou Wallace in zijn boek The Malay Archipelago (1869) verslag doen van zijn nogal vluchtige contacten met de Nederlanders, die evenals hij specimens verzamelden en daarin in die periode succesvoller waren dan hij door hun grotere variëteit aan ruilmiddelen die ze de Papoea's konden aanbieden. In het boek noemde hij Hermann von Rosenberg zijn collega-natuuronderzoeker, ondersteuner en vriend.
De expeditie vervolgde zijn tocht oostwaarts langs de noordkust van Nieuw-Guinea en belandde uiteindelijk in de Humboldtbaai die al in 1827 was ontdekt en van zijn huidige naam voorzien door de Franse ontdekkingsreiziger Jules Dumont d'Urville, die echter geen contact had gemaakt met de plaatselijke bevolking die voor 'woest' doorging. De Etna verbleef er van 23 juni tot 4 juli en de onderzoekscommissie kwam tot de conclusie dat een kleine binnenbaai de juiste plaats zou zijn voor een blijvende vestiging. Daarop werd de eerste Nederlandse vlag aan de lokale Papoea's uitgereikt.
Het zou evenwel nog bijna een halve eeuw duren voordat de beoogde Nederlandse vestiging er kwam. Van 1909 tot 1911 werd ter plaatse het militaire bivak "Hollandia" geoccupeerd door onderzoekers en een detachement soldaten die in het kader van de militaire exploratie van Nieuw-Guinea dit deel van Nieuw-Guinea doorkruisten en in kaart brachten. Officieel ontstond Hollandia op 7 maart 1910 toen de Nederlandse vlag werd gehesen in een carré van vier militaire brigades.

## Wetenschappelijke resultaten

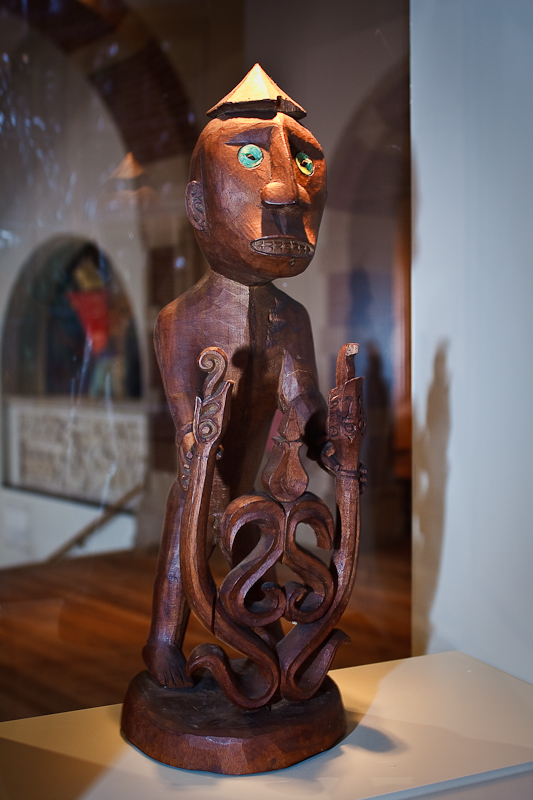
Korwar in het Wereldmuseum Amsterdam.

De uitgebreide hydrografische metingen waarmee de Etna-expeditie thuiskwam waren van blijvend belang, maar de overige wetenschappelijke resultaten waren ronduit teleurstellend. De zorg voor aangelegde collecties, waar expedities in de twintigste eeuw zo zorgvuldig mee zouden omgaan, was in het midden van de negentiende eeuw nog niet erg groot. De tijdens de expeditie bijeengebrachte stenen en mineralen zijn verloren gegaan en de verzameling geprepareerde dieren, vooral tot dan toe onbekende vogels, raakte onnaspeurbaar verspreid over buitenlandse musea.
Er werd ook een verzameling etnografische voorwerpen aangelegd die grotendeels terecht kwam in het Ethnographisch Museum Artis, waarvan de gehele collectie in 1911 werd overgedaan aan het nieuwe Koloniaal Museum, het huidige Wereldmuseum Amsterdam in Amsterdam. In 2002  werd in het depot van het Wereldmuseum (toen Tropenmuseum) een korwar, een voorouderbeeld uit noordwest Nieuw-Guinea, teruggevonden dat in vrijwel alle details overeenkomt met een tekening van Von Rosenberg in het expeditieverslag van Van der Goes uit 1862. Het identificeren van de eventuele overige stukken wordt bemoeilijkt door het feit dat de expeditie vrijwel zeker geen inventarislijst heeft aangelegd, door de summiere negentiende-eeuwse documentatie van de Artiscollectie en het ontbreken van afbeeldingen in de oude literatuur.
De korwar uit 1858, een van de oudste in Nederland, is nu permanent tentoongesteld in het Wereldmuseum Amsterdam.